# Segunda batalla de Cantón
En la segunda batalla de Cantón, que ocurrió entre el 21 y el 26 de mayo de 1841, las tropas británicas aplastaron la resistencia organizada de las tropas chinas en Cantón tras un ataque fallido del ejército Qing durante la primera guerra del Opio. 
La situación militar obligó entonces al comandante chino Yishan a acordar un alto el fuego con los británicos, tras lo cual las tropas británicas evacuaron las inmediaciones de la ciudad a cambio de concesiones diplomáticas.

## Preludio
Después de las derrotas militares sufridas bajo Lin Hse Tsu y Qishan, el emperador chino Daoguang encargó a los generales Yishan y Yang Fang la destrucción de las tropas expedicionarias británicas en el sur de China. Para conseguir este propósito, se decidió dar a Qishan el mando de 17.000 soldados que fueron enviados a Guangdong desde otras provincias. Adicionalmente los Qing también establecieron milicias locales, que tenían en total alrededor de 36.000 hombres. Poco después de su llegada a Cantón, Yishan se puso en contacto con el comandante en jefe británico, Charles Elliot, y le aconsejó que buscara un acuerdo de paz, citando para ello la superioridad numérica de las tropas chinas en comparación con las británicas.
Yishan planeó un ataque sorpresa. Para ello se apoyó principalmente en buques faro y marines costeros irregulares. Los irregulares fueron reclutados como Yong, por lo que sólo fueron reclutados temporalmente para el servicio militar. Yishan llevó a cabo el ataque con sólo una pequeña parte de sus tropas: 1.000 soldados y 700 Yong. En el momento del ataque, los refuerzos que le habían prometido aún no habían llegado en su totalidad a Cantón. El objetivo del ataque era el distrito comercial de las Trece Factorías de Cantón, que los británicos habían ocupado en marzo del mismo año. La mayor parte de las fuerzas armadas de Yishan estaban formadas por tropas terrestres que no podían intervenir en batallas navales. Yishan distribuyó sus 25.000 soldados por Cantón y sus alrededores para garantizar la defensa terrestre. Los contingentes más grandes eran 4.500 hombres en Yantang y 4.300 hombres en la muralla de la Nueva Ciudad. El resto fueron asignados a diversas posiciones en contingentes más pequeños de 1.000 a 2.500 hombres.

## La batalla

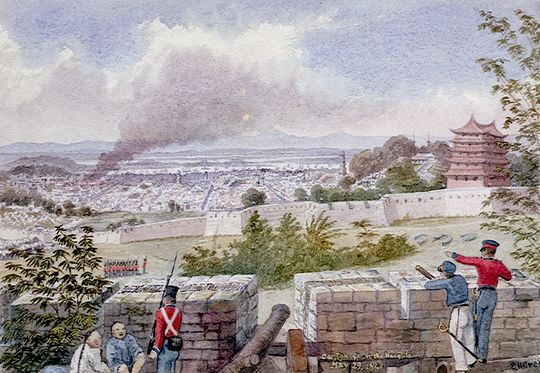
Posición de artillería británica frente a Cantón

El 21 de mayo de 1841, los buques de guerra británicos Modeste, Algerine, Pylades, Nemesis y Louisa estaban anclados frente a las Trece Factorías, al igual que el buque mercante armado Aurora. A las 23.00 horas, los británicos avistaron alrededor de un centenar de buques faro que se acercaban a ellos, algunos de los cuales ya estaban en llamas. Los barcos británicos pudieron evadirlos y dispararles eficazmente. Esto también condujo a una batalla de artillería con las baterías costeras chinas. Al mismo tiempo, se llevó a cabo un ataque similar contra el Alligator, al oeste de Cantón. Los ataques con barcos incendiarios y los Yong fracasaron rápidamente y no ocasionaron pérdidas a los barcos británicos. Sin embargo, el 23 de marzo de 1841, Yishan comunicó falsamente en un informe a Daoguang sobre la destrucción de dos buques de guerra británicos a causa de incendios y la muerte de numerosos soldados británicos.
Ese mismo día llegaron los refuerzos británicos que Elliot había solicitado de Hong Kong días antes de la batalla. La flota expedicionaria británica frente a Cantón contaba entonces con once buques de guerra convencionales, dos buques de guerra a vapor, unos 2.300 soldados del ejército y 1.200 miembros de la Marina Real. Ese mismo día, el Sulphur realizó una misión de reconocimiento río arriba. Durante esta operación, destruyó 28 buques de guerra chinos. Al día siguiente, los británicos abrieron la batalla con dos unidades navales que operaban por separado y dispararon contra las fortificaciones costeras desde el este y el oeste. En el centro del campo de batalla, el buque de guerra a vapor Nemesis dejó caer los aproximadamente 2.300 soldados de infantería.
Estos llevaban consigo un total de diez cañones de artillería y dos lanzacohetes. Los británicos lograron rápidamente eliminar los restantes soldados y las restantes fortificaciones. Después de un día sin combates, el destacamento de desembarco británico ocupó las alturas al norte de la ciudad el 26 de mayo de 1841. En ese mismo día se izó la bandera blanca en la ciudad, que estaba bajo fuego desde dos lados. Las tropas británicas contaron 15 muertos y 112 heridos en sus propias filas a causa de la batalla.

## Consecuencias
Debido a la situación militar, Yishan aceptó hacer un acuerdo con Elliot. Según ese acuerdo, Yishan debía retirar sus tropas de la ciudad, pagar seis millones de yuanes por los costos de la expedición británica y también compensar los costos de la destrucción y el saqueo de los puestos comerciales. A cambio, la flota británica se retiraría más allá del Humen y los soldados despejarían la costa. Yishan no pudo mantener en secreto la derrota ante Daoguang, pero en sus informes la atribuyó a traidores Han que habían proporcionado las tropas terrestres para el ataque y que habían surgido de la nada. El acuerdo fue cumplido por Yishan antes de la fecha acordada y los británicos abandonaron Cantón el 1 de junio de 1841.
Durante la breve estancia de los británicos en Guangdong, se produjo un enfrentamiento en Sanyuanli con una milicia campesina reunida espontáneamente, que tenía un total de varias decenas de miles de hombres.